# Iglesia de Nuestra Señora de la Asunción (Santa María del Campo)
La iglesia de Nuestra Señora de la Asunción es un templo católico ubicado en el centro del núcleo urbano de la localidad española de Santa María del Campo (Provincia de Burgos, Castilla y León). Cuenta con el estatus de Bien de Interés Cultural.

## Descripción

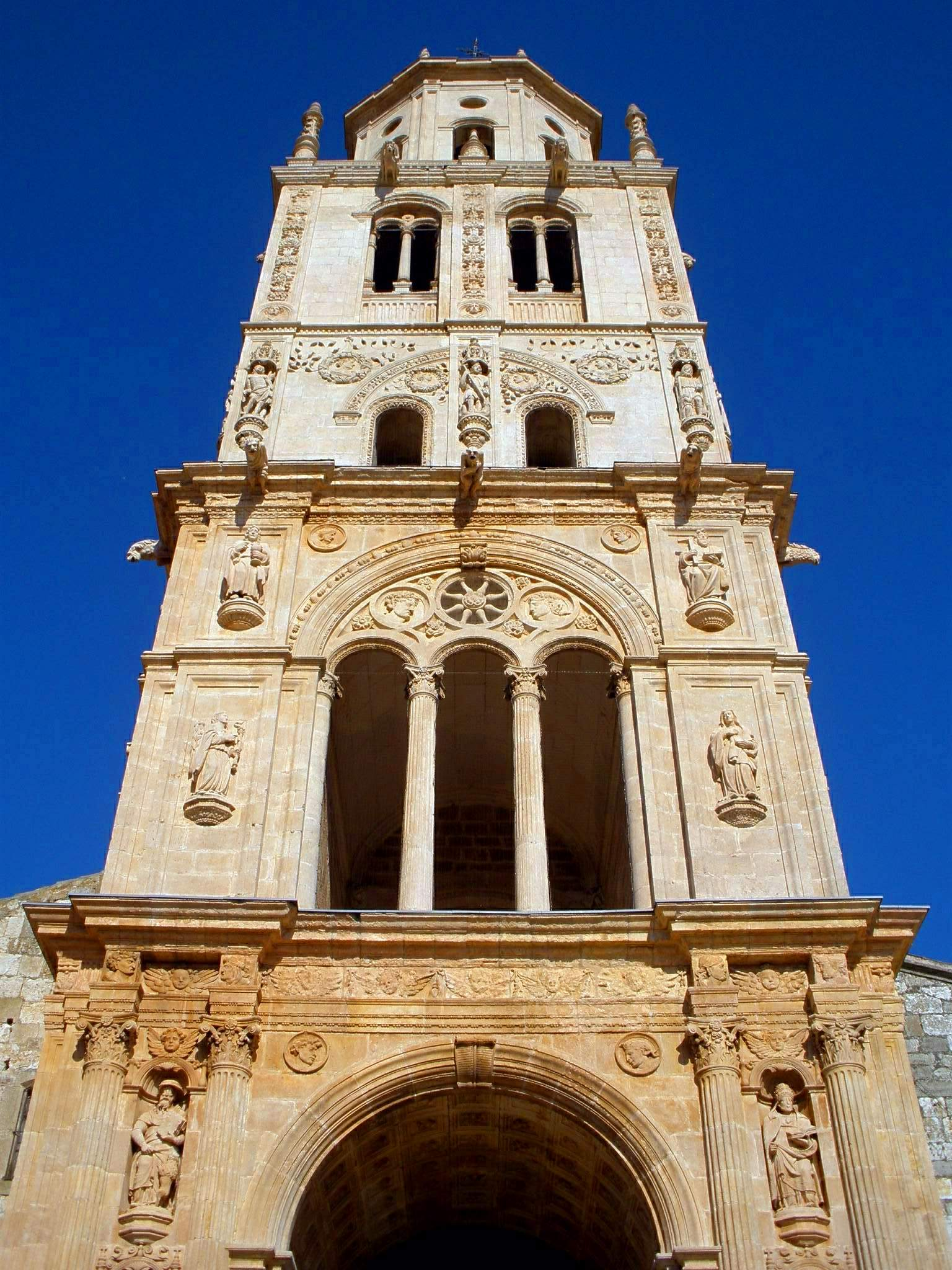
Torre

Se trata de una obra de arquitectura ojival, comenzada en el siglo XV, con portadas al norte y al sur. El interior tiene tres naves muy altas, con otra de crucero, capilla mayor poligonal saliente y dos más a cada lado. Los pilares, de multiplicados baquetones, sostienen bóvedas de crucería de todos los tipos, desde las sencillas del siglo XIII, hasta las estrelladas del XVI.
Completan el edificio diversas obras: el púlpito, tratado a modo de un tejido brochado de la época; la sillería del coro, de arte gótico geométrico, en ricas tallas; la escalera plateresca de subida al presbiterio, y varios sepulcros.
En el interior llama la atención su importante colección de obras de arte que incluye varias tablas de Pedro Berruguete y Juan Sánchez situadas en el trascoro, unas importantes custodia y cruz procesional góticas, tapices flamencos del siglo XVI, un púlpito gótico mudéjar del siglo XVI, una sillería del coro gótica flamígera de la escuela del Coro de los Padres de la Cartuja de Miraflores del siglo XV, varios retablos, la cajonería de la sacristía del siglo XVI, varios sepulcros y una escalinata del altar plateresco. 
En el lado del norte se conserva un claustro incompleto, del siglo XV, con tracerías del más genuino flamboyante.
La torre, construida en un estilo renacentista, corresponde a Diego de Siloé y Juan de Salas. Según Vicente Lampérez y Romea se trataría de un templo de estilo plateresco, «pero de una manera que recuerda el "François I", más que el "Carlos V"». Estaría compuesta por cuatro cuerpos, aparte del cuerpo del remate, más moderno y nada artístico. El primero, que hace de porche de la iglesia, se abre al frente con un gran arco, entre órdenes de columnas; los otros tres, calados con ventanas de muy diversa hechura, se señalan por la profusión de pilastras con grotescos, estatuas, doseletes y medallones. La tracería del ventanal del segundo cuerpo es una adaptación de las góticas, al arte del Renacimiento.

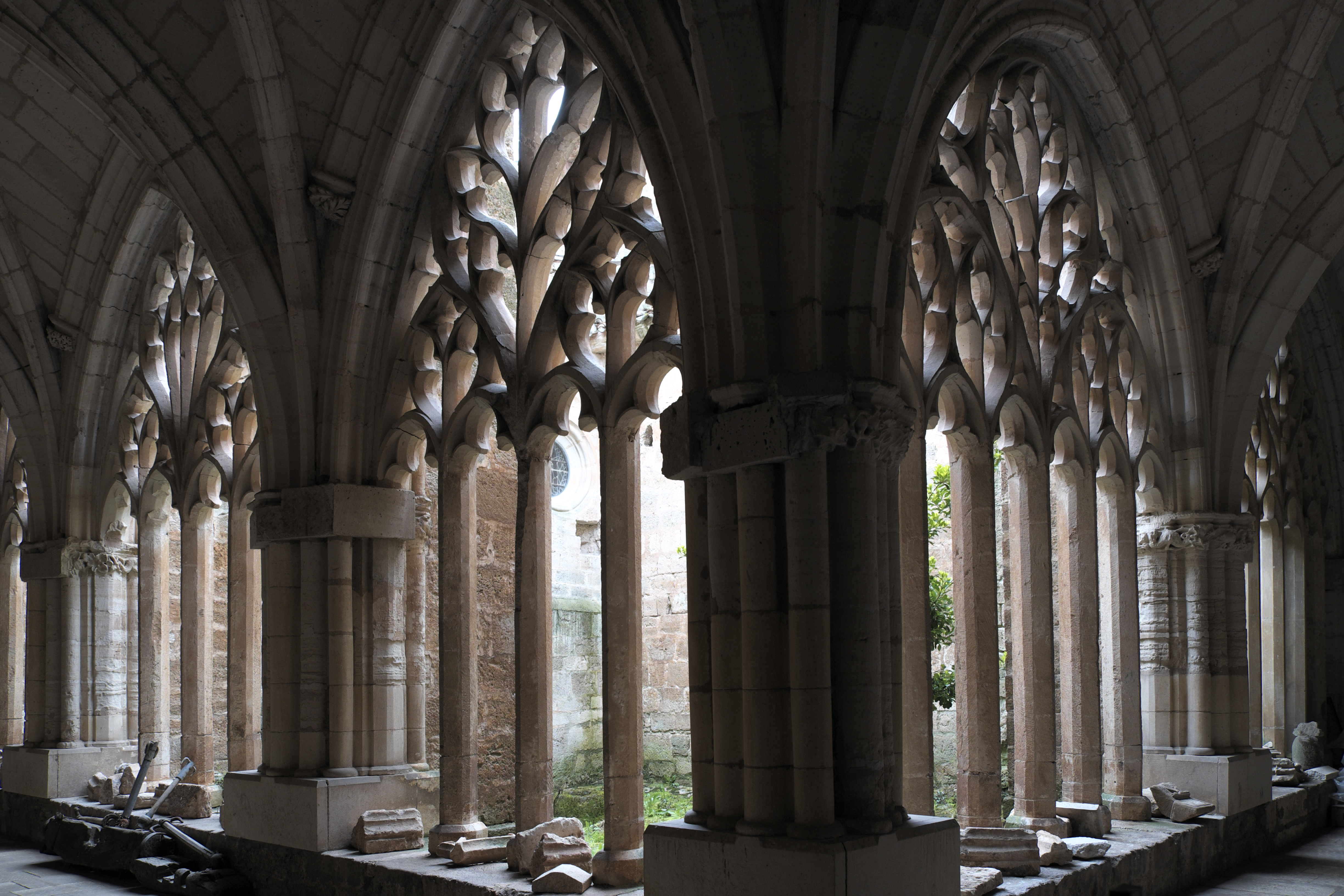
Claustro.

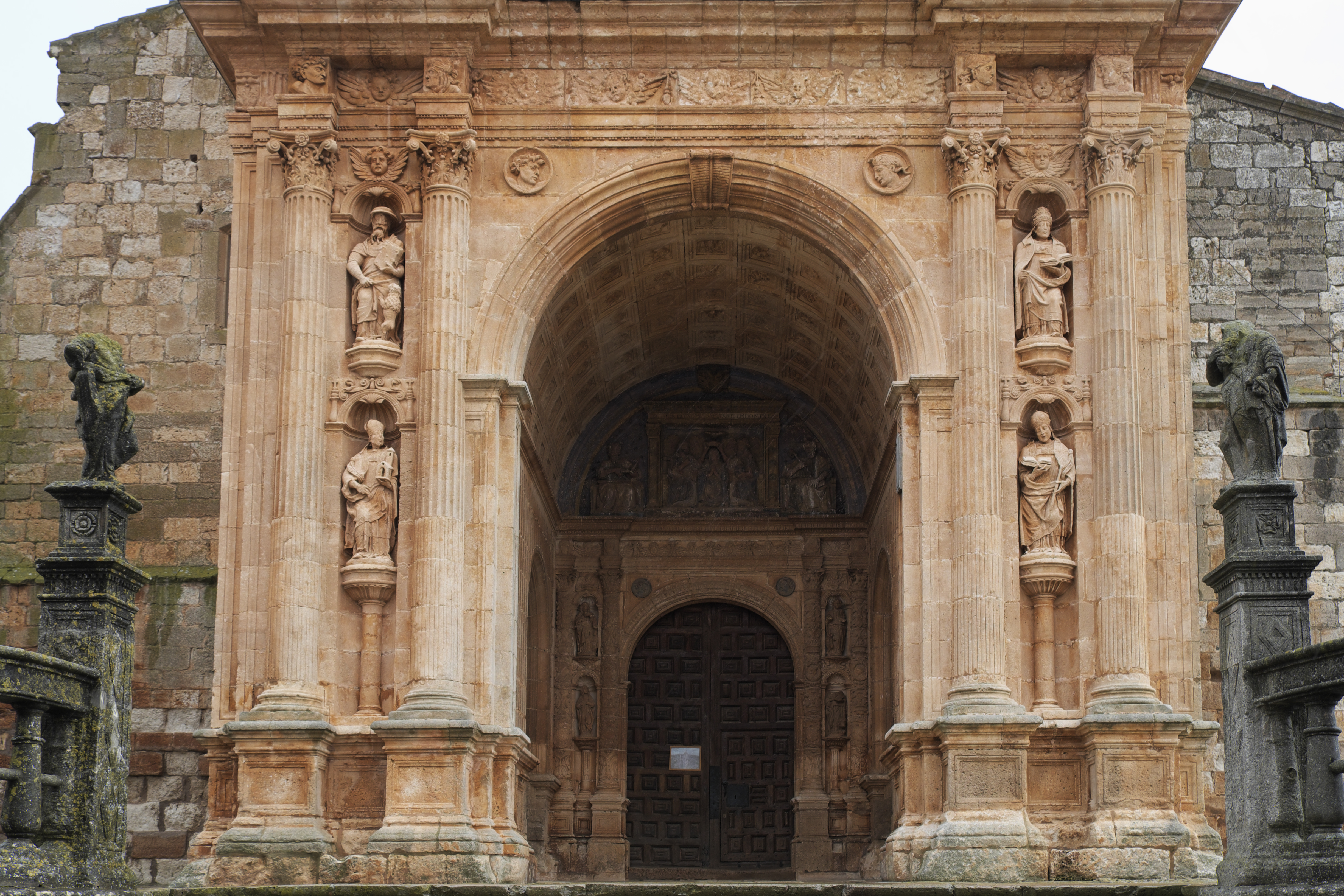
Arco.

Fue declarada monumento histórico-artístico perteneciente al Tesoro Artístico Nacional el 3 de junio de 1931, durante la Segunda República, mediante un decreto publicado el día 4 de ese mismo mes en la Gaceta de Madrid, con la rúbrica del presidente del Gobierno provisional de la República Niceto Alcalá-Zamora y el ministro de Educación Pública y Bellas Artes Marcelino Domingo y Sanjuán. En la actualidad cuenta con el estatus de Bien de Interés Cultural.